# Список населённых пунктов Городнянского района
Список населённых пунктов Городнянского района подан по данным КВКФ на 01. 01. 2006 г.
Общее количество населённых пунктов 78 (1 город и 77 сёл).
Тип населённого пункта указан в скобках, за исключением сёл.
1. Автуничи
2. Алешинское
3. Андреевка
4. Барабановское
5. Безиков
6. Бериловка
7. Ближнее
8. Будище
9. Буровка
10. Бутовка
11. Ваганичи
12. Великий Дырчин
13. Великий Листвен
14. Вершины
15. Владимировка
16. Вокзал-Городня
17. Выхвостов
18. Гасичевка
19. Городня (город)
20. Горошковка
21. День-Добрый
22. Деревины
23. Дибровное
24. Долгое
25. Дроздовица
26. Дыхановка
27. Залесье
28. Ивашковка
29. Ильмовка
30. Карповка
31. Картовецкое
32. Конотоп
33. Кузничи
34. Куликовка
35. Кусеи
36. Лашуки
37. Лемешовка
38. Лозовое
39. Лютеж
40. Макишин
41. Малый Дырчин
42. Мальча
43. Марочкино
44. Минаевщина
45. Моложава
46. Мосты
47. Мощенка
48. Невкля
49. Павло-Ивановское
50. Пекуровка
51. Перепись
52. Перерост
53. Перше Травня
54. Пивневщина
55. Полесье
56. Политрудня
57. Радянское
58. Развиновка
59. Рубеж
60. Свитанок
61. Сеньковка
62. Смычин
63. Солоновка
64. Староселье
65. Столповка
66. Студенец
67. Сутоки
68. Тополевка
69. Травневое
70. Тупичев
71. Хоробичи
72. Хотивля
73. Хриповка
74. Черецкое
75. Ясеновка.